# Fulgencio Batista
Fulgencio Batista y Zaldívar (eg. Rubén Zaldívar), född 16 januari 1901 i Banes, Holguín-provinsen, Kuba, död 6 augusti 1973 i Guadalmina nära Marbella, Spanien, var en kubansk politiker, president, diktator och militär. Han var landets egentlige makthavare från Gerardo Machados fall 1933 till 1944 och återigen från 1952, då han grep makten i en militärkupp. Han förlorade makten över landet 1 januari 1959, då han tvingades fly ur landet under tryck från Fidel Castros 26 juli-rörelse.

## Biografi

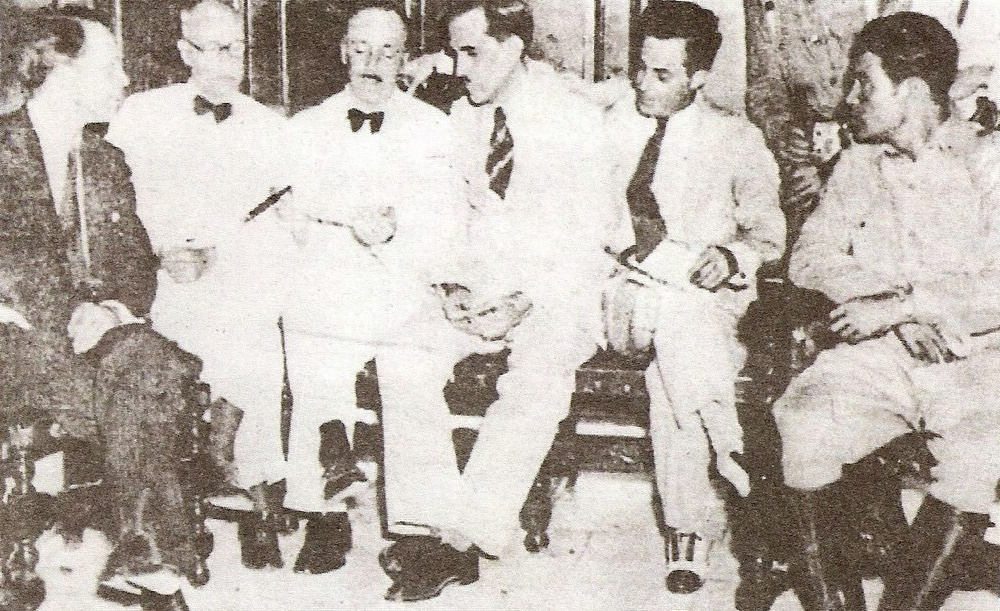
Batista (höger) som arméchef i överläggningar med landets pentarki, som formellt innehade makten efter Gerardo Machados fall 1933.

Batista härstammade från en enkel familj med afrikanska och kinesiska rötter men lyckades genom en snabb karriär i armén göra sig bemärkt i kampen mot landets diktator Gerardo Machado. 1933 deltog han som sergeant i störtandet av dennes efterträdare Carlos Manuel de Céspedes, utsågs till arméchef och blev därmed landets starke man. Den av upprorsledarna tillsatte presidenten Ramón Grau San Martin, som slagit in på en radikal progressiv linje avsattes 1934 i en kupp genom Batistas försorg, och efterträddes av en rad presidenter lojala mot Batista och den Batistavänliga amerikanska ambassadören.

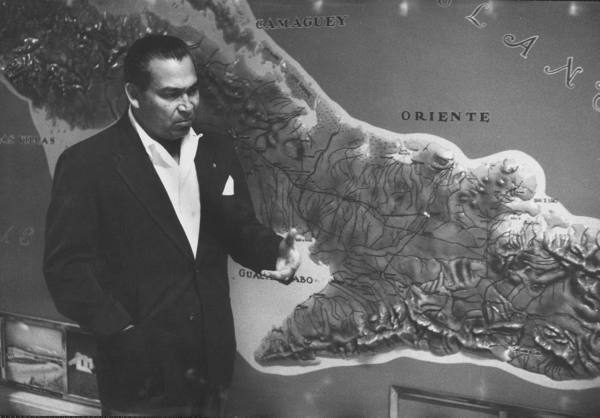
Batista under en genomgång av säkerhetsläget på ön i mars 1957.

1940 valdes Batista personligen till presidentposten som representant för Demokratiska Socialistkoalitionen, i vilken bland annat Kubas kommunistiska parti ingick, införde en ny grundlag och förklarade efter anfallet mot Pearl Harbor krig mot Japan och Tyskland. I december 1942 föreslog han under ett besök i Washington DC en allamerikansk invasion av Spanien i syfte att störta Francisco Francos enligt Batista fascistiska regim. Kommunistpartiet PCC, som erhöll inflytelserika poster inom administrationen, liksom landets fackföreningar tillhörde regimens starkaste anhängare vid denna tidpunkt och bidrog länge till att underminera oppositionen mot Batista, som av kommunistpartiet beskylldes vara "fascister", "reaktionära" och "trotskister". Sociala stödprogram, regleringar av den kubanska ekonomin och reformer till förmån för fackföreningar genomfördes mellan 1940 och 1944.

## Kubas diktator
Konstitutionen tvingade Batista att avgå 1944 och sedan hans handplockade efterträdare, Carlos Zayas förlorat valet valde han att efter att ha snabbt utplånat överskottet i ekonomin gå i exil till USA, där han delade sin tid mellan Daytona Beach, Florida och Waldorf-Astoria i New York och in absentia vann en plats i den kubanska senaten 1948. Tre år senare iscensatte han en politisk återkomst till Kuba men sedan korruptionsskandaler och en tilltagande ekonomisk recession som försvagat hans rykte väntades Batista lida ett stort nederlag i presidentvalet följande år. Den 10 mars 1952, innan valet genomförts grep han makten genom en oblodig militärkupp, åsidosatte konstitutionen och lät sig formellt utnämnas till president på provisorisk tid fram tills presidentvalet 1954, som genomfördes utan motkandidater. Vid denna tidpunkt var han avskydd och han sökte stöd hos USA samt hos den internationella storfinansen, som under Batistas tid vid makten tilläts omfattande exploatering av Kubas naturresurser. Bland annat etablerades ett prunkande kasino- och nattklubbsliv i Havanna. Det militära stödet till trots, och en alltmer hänsynslös förföljelse av all politisk opposition förmådde inte Batista stabilisera sin ställning, och sedan den oppositionelle advokaten och gerillakrigaren Fidel Castro i förbund med bland andra Che Guevara återvänt från exil 1956 inleddes ett regelrätt gerillakrig mot regimen. Revolutionärerna vann mark genom utbildning av människor och förmåner som gratis sjukvård, medan Batistas andra regering präglades av tilltagande förfall, korruption och eskalerande arbetslöshet. USA understödde 1956 ett misslyckat försök att avsätta Batista lett av arméchef Ramon Barquin, som lovat utlysa nyval, och slopade allt militärt stöd till Batistas regim 1958.

## Slutet
Efter ett flertal militära bakslag och ett alltmer växande internt motstånd, som bland annat föranledde stängningen av Havannas universitet 1956‚ flydde Batista landet den 1 januari 1959 med den valde efterträdaren Andres Rivero Agüero, som skulle ha efterträtt honom kort därefter, samt uppskattningsvis 300 miljoner dollar i kontanter. Fidel Castros segerrika styrkor tågade in i Havanna sex dagar senare. Han hölls i fångenskap av Dominikanska republikens diktator Rafael Trujillo tills han betalat avsevärda summor och lyckats finna tillflykt i Portugal, vars regim accepterade att ge honom asyl. Återstoden av sitt liv tillbringade Batista på Madeira och i Spanien, och uppgav aldrig definitivt sina planer på ännu en återkomst med amerikanskt stöd. 1973 avled han i Spanien i sviterna av en hjärtinfarkt, efter att ha författat åtskilliga böcker, och undkom därmed med ett par dagars marginal ett attentat planerat av kubanska agenter utsända av Castroregimen.

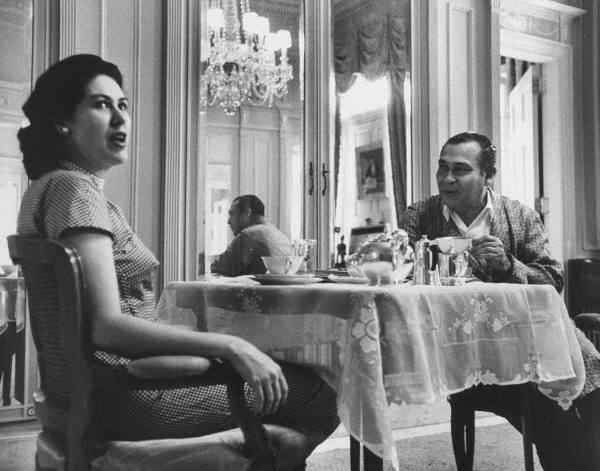
Batista äter frukost med sin hustru i presidentpalatset 1958.

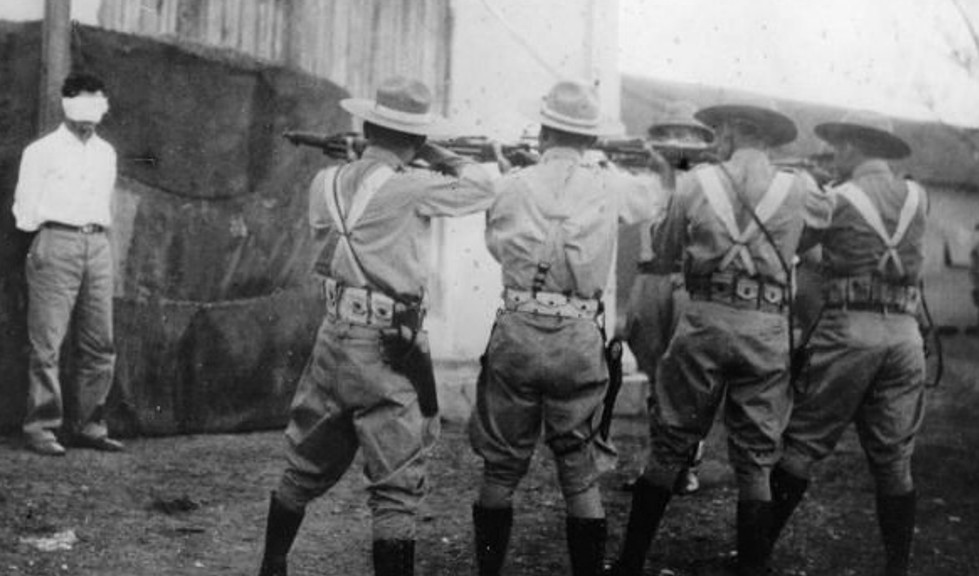
Batistas soldater avrättar en misstänkt upprorsman under upproret.

## Politik
Batistas nära 30 år i Kubas politiska rampljus präglades av skarpa kontraster, även om få ifrågasätter hans starka maktbegär och opportunism. Hans första regim genomförde under 1930-talet en rad radikala reformer; kvinnlig rösträtt infördes, Plattillägget (som sedan Kubas självständighet gett den amerikanska regeringen fria händer i Kubas angelägenheter) avskaffades och en rad sociala reformer och förbättrade villkor för fackföreningar infördes. 1940 års högst progressiva konstitution (som åberopades av Castro under 1950-talets gerillakrig) genomdrevs sedan Batista valts till Kubas hittills ende icke-vite president i ett av de få fria val som hållits på ön, och förblir till idag en förebild för den kubanska demokratirörelsen. Det personliga förhållandet mellan Castro och företrädaren präglades av en ömsesidig, om än rivalernas respekt före motsättningarna övergått i väpnad kamp.
Under den maktperiod som inleddes genom militärkuppen 1952 omvandlades den instabila och stagnerande demokratin snabbt till en ren polisstat, i vilken 20 000 politiska motståndare beräknas ha mördats, främst av landets brutala antikommunistiska säkerhetspolis BRAC. Kennedy beskrev under sin tid som president Batistas styre som "ett av de blodigaste och mest repressiva under Latinamerikas långa historia av förtryck", samtidigt som han åberopade den korrumperade och djupt impopulära diktaturen som främsta orsak till kubanska revolutionens framgångar. Kubas fackföreningar valde detta till trots stödja Batista till slutet.
Batistas sonson, Raoul G. Cantero, III, var mellan 2002 och 2008 en av domarna i Floridas högsta domstol.
Hans andra regim porträtteras som avskyvärd och en av huvudorsakerna till Castroregimens uppkomst i exilkubanen Andy Garcias film The Lost City från 2005, samt i filmen Gudfadern II av Francis Ford Coppola från år 1974, i vilken hans berömda gyllene telefon även figurerar.